# Pomadasys commersonnii
Pomadasys commersonnii är en fiskart som först beskrevs av Lacepède, 1801.  Pomadasys commersonnii ingår i släktet Pomadasys och familjen Haemulidae. Inga underarter finns listade i Catalogue of Life.